# La Lutte de classe
Pour les articles homonymes, voir Lutte des classes (homonymie).
La Lutte de classe est le nom de deux revues trotskistes françaises.

## La Lutte de classede Naville
Après son exclusion du Parti communiste, Pierre Naville renomme Clarté, qui regroupait une tendance interne au PC, en « La Lutte des classes » (1927). Il continue à publier celui-ci jusqu'à la fusionner avec La Vérité après l'expulsion, fin 1935, de Raymond Molinier de la Ligue communiste, le nouveau journal prenant le nom de Lutte ouvrière (sans rapport avec le futur parti d'Arlette Laguiller).

## La Lutte de classede Barta
C'est aussi le nom d'une revue politique trotskiste publiée d'octobre 1942 à avril 1949 par le « groupe Barta ».
Après la disparition du groupe, le nom de la revue a été repris, légèrement modifié en Lutte de classe, par Lutte ouvrière, dont les plus anciens militants sont issus de ce groupe et qui en revendique l'héritage, qui en a fait le mensuel de son organisation, complément de son hebdomadaire Lutte ouvrière.